# Fruita
Fruita (pronunciato /ˈfruːtə/) è un centro abitato (city) degli Stati Uniti d'America, situato nella contea di Mesa dello Stato del Colorado.

## Geografia fisica
Secondo i rilevamenti dell'United States Census Bureau, Fruita si estende su una superficie di 15,6 km².